# Saison 5 de Ghost Whisperer
Chronologie
Saison 4
Cet article présente le guide des épisodes de la cinquième saison de la série télévisée américaine Ghost Whisperer.

## Distribution

### Acteurs principaux
- Jennifer Love Hewitt (VF : Sophie Arthuys) : Mélinda Gordon
- David Conrad (VF : Alexis Victor) : Jim Clancy / Sam Lucas
- Camryn Manheim (VF : Josiane Pinson) : Delia Banks
- Jamie Kennedy (VF : Damien Witecka) : le professeur Eli James
- Christoph Sanders (VF : Gwenaël Sommier) : Ned Banks
- Connor Gibbs (VF : Tom Trouffier) : Aiden Lucas Clancy

### Acteurs récurrents et invités
- Madison Leisle (en) (VF : Camille Timmerman) : Julia Miller
- Bruce Davison (VF : Guy Chapellier) : Josh Bedford
- David Clennon (VF : Philippe Catoire) : Carl Sessick
- Zoe Boyle (VF : Laura Préjean) : Amber Heaton (épisode 1)
- Andrea C. Robinson (VF : Barbara Beretta) : Emily Harmon
- Inbar Lavi : Brianna (épisode 2)
- Jerry Shea (VF : Alexandre Nguyen) : Steve (épisode 2)
- Amy Gumenick (VF : Karine Foviau) : Gwen Collier (épisode 2)
- Peter Vack (VF : Alexis Tomassian) : Paul Jett (épisode 4)
- Hank Harris (VF : Christophe Lemoine) : Zack Dorin/Garett Warner (épisode 5)
- Amy Davidson (VF : Edwige Lemoine) : Dana Mayhew (épisode 6)
- Michael Gregory (VF : Thierry Murzeau) : Mr Mayhew (épisode 6)
- Sarah Jane Morris : Caroline Mayhew (épisode 6)
- Emily Rose (VF : Elisabeth Ventura) : Tina Clark (épisode 7)
- Jeremiah Birkett (VF : Serge Faliu) : Nick Sexton (épisode 8)
- Greg Germann (VF : Pierre Tessier) : Kirk Jansen (épisode 8)
- Eddie Matos (en) (VF : Damien Boisseau) : Javier Torres (épisode 8)
- Perrey Reeves (VF : Déborah Perret) : Rita Jansen (épisode 8)
- Wendy Benson (VF : Virginie Ledieu) : Bonnie Omlstead (épisode 10)
- Evan Peters (VF : Arthur Pestel) : Dylan Hale (épisode 10)
- Jillian Bach (VF : Laura Préjean) : Maggie Stevens Carson (épisode 11)
- Jordan Belfi (VF : Bruno Choël) : Bruce Adler (épisode 11)
- Allen Evangelista (VF : Alexandre Nguyen) : Noah (épisode 11)
- Kadeem Hardison (VF : Gilles Morvan) : Dean (épisode 11)
- Emilee Wallace (VF : Jessica Monceau) : TJ (épisode 11)
- Candace Bailey (en) (VF : Kelly Marot) : Katie Walker (épisode 12)
- Steven Culp (VF : Georges Caudron) : Dave Walker (épisode 12)
- Nick Eversman (VF : Hervé Grull) : Mike Walker (épisode 12)
- Bruno Campos (VF : Guillaume Lebon) : Vernon Dokes (épisode 13)
- Megan Henning (en) (VF : Dorothée Pousséo) : Lane Dokes (épisode 13)
- Josh Stewart : Robert Whaton (épisode 13)
- Margaret Cho (VF : Vanina Pradier) : Avery Grant (épisodes 14 et 17)
- David Julian Hirsh (VF : Axel Kiener) : Brian Clark (épisode 14)
- Mary Matilyn Mouser : Madison Clark (épisode 14)
- Melinda Clarke : Donna (épisode 16)
- Joey King (VF : Alice Orsat) : Cassidy (épisodes 16 et 22)
- Nathan Halliday (it) (VF : Donald Reignoux) : Shane Dunning (épisode 17)
- Cole Williams (en) (VF : Alexis Tomassian) : Colin Dunning (épisode 17)
- John Asher (VF : Pierre-François Pistorio) : Charlie Hammond (épisode 18)
- Erin Cahill (VF : Edwige Lemoine) : Kelly Ferguson (épisode 19)
- Catherine Dent (VF : Véronique Augereau) : Laura Bradley (épisode 19)
- Jay R. Ferguson (VF : David Krüger) : Gil Bradley (épisode 19)
- Sean Marquette (en) (VF : Paolo Domingo) : Henry Alston (épisode 20)
- Trevor Morgan (VF : Fabrice Trojani) : Danny Seitz (épisode 20)
- Wes Robinson (VF : Arthur Pestel) : Greg Roth (épisode 20)
- Arjay Smith (VF : Alexandre Nguyen) : Scott (épisode 20)
- Michael Graziadei (VF : Cédric Dumond) : Kyle et Seth Farber (épisode 21)
- Stephanie Lemelin (en) (VF : Karine Foviau) : Gale Thompson (épisode 21)
- Rebecca McFarland (VF : Sybille Tureau) : Joan (épisode 22)
- Billy Unger (VF : Gabriel Bismuth-Bienaimé) : Pete Murphy (épisode 22)
- George Wendt : George le plombier (épisode 22)

## Épisodes
Attention, certains épisodes ont bénéficié de titres francophones différents en Suisse. Ils sont indiqués en second le cas échéant.

### Épisode 1:Invitée indésirable
- États-Unis /  Canada : 25 septembre 2009 sur CBS / CTV[1]
- Suisse : 2 mai 2010 sur TSR1
- Québec : 23 août 2010 sur Ztélé
- France : 4 mai 2011 sur TF1[2]

- États-Unis : 8,76 millions de téléspectateurs[3] (première diffusion)
- Canada : 1,718 million de téléspectateurs[4] (première diffusion)

- Connor Gibbs (Aiden Lucas Clancy)
- Alex Carter (Dale Harmon)
- Zoe Boyle (Amber Heaton)
- Andrea C. Robinson (Emily Harmon)
- David Clennon (Carl)
- Wendy Worthington (Infirmière 1)
- Hugh Holub (Homme fantôme)
- Priscilla Garita (Docteur Chase)
- Jennifer Weston (Infirmière 2)
- Davis Cleveland (Tyler Harmon)
- Lucia Sullivan (Infirmière qui hurle)
- Nick Thurston (Footballeur universitaire)
- Isabel Chavez (Femme laborieuse)

- Au moment de l'accouchement de Melinda, on peut entendre la chanson This Woman's Work de Kate Bush.
- Lors des dernières scènes, on entend la chanson All You Are de Above Envy.

### Épisode 2:Vous avez un nouveau message
- États-Unis /  Canada : 2 octobre 2009 sur CBS / CTV
- Suisse : 16 mai 2010 TSR1
- Québec : 30 août 2010 sur Ztélé
- France : 5 mai 2011 sur TF1[2]

- États-Unis : 7,62 millions de téléspectateurs[5] (première diffusion)
- Canada : 1,513 million de téléspectateurs[6] (première diffusion)

- Connor Gibbs (Aiden Lucas Clancy)
- Inbar Lavi (Brianna)
- Maria Rockwell (Femme)
- Scott Thomson (Homme)
- Jerry Shea (Steve)
- August Emerson (Andrew)
- Amy Gumenick (Gwen)
- Gigi Rice (Paula)
- Derrick Williams (Stan)
- Madison Leisle (Julia)
- Kelli Kirkland Powers (Infirmière Vicky)
- Haley Hudson (Scarlett)

### Épisode 3:Jusqu'à ce que la mort nous rapproche
- États-Unis /  Canada : 9 octobre 2009 sur CBS / CTV
- Suisse : 16 mai 2010 sur TSR1
- Québec : 6 septembre 2010 sur Ztélé
- France : 6 mai 2011 sur TF1[2]

- États-Unis : 8,78 millions de téléspectateurs[7] (première diffusion)
- Canada : 1,675 million de téléspectateurs[8] (première diffusion)

- Connor Gibbs (Aiden Lucas Clancy)
- Barry Newman (Ray)
- Jolie Jenkins (Casey)
- Christine Estabrook (Evelyn)
- Debra Monk (Anne)
- Barry Bostwick (Don)
- Brian Avery (Ray, jeune)
- Tara Killian (Anne, jeune)
- Jamie Stewart (Eli, jeune)
- Kara Stribling (Casey, jeune)
- Oliver Keller (Don, jeune)
- Amie Farrell (Evelyn, jeune)
- David Boller (Ministre)

### Épisode 4:À cœur ouvert
- États-Unis /  Canada : 16 octobre 2009 sur CBS / CTV
- Suisse : 23 mai 2010 sur TSR1
- Québec : 13 septembre 2010 sur Ztélé
- France : 9 mai 2011 sur TF1[2]

- États-Unis : 8,05 millions de téléspectateurs[9] (première diffusion)
- Canada : 1,583 million de téléspectateurs[10] (première diffusion)

- Connor Gibbs (Aiden Lucas Clancy)
- Peter Vack (Paul Jett)
- Johnny Young (Jimmy Dolan)
- Mike Farrell (Bill Jett)
- Kelli Kirkland Powers (Infirmière Vicky)
- David Barry Gray (Roger Shepard)
- Bryan Batt (Maître d'hôtel)
- Christine Estabrook (Evelyn James)
- David Andrews (Docteur Glassman)
- Erica Shaffer (Infirmière fantôme)
- Hunter Gomez (Jeune patient)
- Trent Gill (Fantôme de la morgue)
- Sonia Maria Martin (Barista)
- Russ Marchand (Mime)

### Épisode 5:Le Génie de l'informatique
- États-Unis /  Canada : 23 octobre 2009 sur CBS / CTV
- Suisse : 30 mai 2010 sur TSR1
- Québec : 20 septembre 2010 sur Ztélé
- France : 10 mai 2011 sur TF1[2]

- États-Unis : 8,59 millions de téléspectateurs[11] (première diffusion)
- Canada : 1,282 million de téléspectateurs[12] (première diffusion)

- Connor Gibbs (Aiden Lucas Clancy)
- Smalls (Bruce, le Garde de sécurité)
- Chad Lowe (Nathan Weiss)
- Cat Hammons (Opérateur)
- Moniqua Plante (Rose, jeune)
- Elaine Kagan (Rose Weiss)
- Spencer Knight (Nathan, jeune)
- Hank Harris (Zack Dorin/Garrett Warner)
- Danny Weaver (Shane)
- Rodney J. Hobbs (Docteur)
- Thea Gill (Amy Warner)

### Épisode 6:Sans tête
- États-Unis /  Canada : 30 octobre 2009 sur CBS / CTV
- Suisse : 23 mai 2010 sur TSR1
- Québec : 25 octobre 2010 sur Ztélé[13] (diffusé pour Halloween)
- France : 11 mai 2011 sur TF1[2]

- États-Unis : 8,29 millions de téléspectateurs[14] (première diffusion)
- Canada : 1,355 million de téléspectateurs[15] (première diffusion)

- Connor Gibbs (Aiden Lucas Clancy)
- Sarah Jane Morris (Caroline Mayhew)
- Kortney Nash (Tasa)
- Riley Smith (Sean Flanders)
- Amy Davidson (Dana Mayhew)
- Ron Melendez (Joel)
- Michael Gregory (Mr. Mayhew)
- Kes Reed Miller (Dana Mayhew jeune)

### Épisode 7:Le Pacte
- États-Unis /  Canada : 6 novembre 2009 sur CBS / CTV
- Suisse : 30 mai 2010 sur TSR1
- Québec : 27 septembre 2010 sur Ztélé
- France : 12 mai 2011 sur TF1[2]

- États-Unis : 7,99 millions de téléspectateurs[16] (première diffusion)
- Canada : 1,578 million de téléspectateurs[17] (première diffusion)

- Connor Gibbs (Aiden Lucas Clancy)
- Anjul Nigam (Docteur Prakash)
- Zoë Hall (Ruby Grayson)
- Mark Moses (Docteur Forrest Morgan)
- David Clennon (Carl)
- Bruce Davison (Josh Bedford)
- Emily Rose (Tina Clark)
- Azita Ghanizada (Charee)
- Annie O'Donnell (Mère de Josh)
- Bruce Katzman (Syndic)
- Jennifer Weston (Docteur)

### Épisode 8:La Clé
- États-Unis /  Canada : 13 novembre 2009 sur CBS / CTV
- Suisse : 6 juin 2010 sur TSR1
- Québec : 4 octobre 2010 sur Ztélé
- France : 13 mai 2011 sur TF1[2]

- États-Unis : 8,06 millions de téléspectateurs[18] (première diffusion)
- Canada : 1,39 million de téléspectateurs[19] (première diffusion)

- Connor Gibbs (Aiden Lucas Clancy)
- Greg Germann (Kirk Jansen)
- Perrey Reeves (Rita Jansen)
- Ion Overman (Détective Sam Blair)
- Aramis Knight (Gus)
- Milo Manheim (Riley)
- Eric Tiede (Brad)
- Jeremiah Birkett (Nick Sexton)
- Eddie Matos (Javier Torres)
- Madison Leisle (Julia)

### Épisode 9:Perdu dans les placards
- États-Unis : 20 novembre 2009 sur CBS
- Suisse : 6 juin 2010 sur TSR1
- Québec : 11 octobre 2010 sur Ztélé
- France : 16 mai 2011 sur TF1[2]

- États-Unis : 8,42 millions de téléspectateurs[20] (première diffusion)

- Connor Gibbs (Aiden Lucas Clancy)
- Madison Leisle (Julia Miller)
- Jenni Blong (Linda Miller)
- Sean O'Bryan (David Miller)
- Ion Overman (Détective Sam Blair)
- Bruce Davison (Josh Bedford)
- Yvans Jourdain (Conducteur de bus)
- David Clennon (Carl)
- Gigi Goff (Lily)

### Épisode 10:Protection rapprochée
- États-Unis /  Canada : 4 décembre 2009 sur CBS / CTV
- Suisse : 13 juin 2010 sur TSR1
- Québec : 18 octobre 2010 sur Ztélé
- France : 17 mai 2011 sur TF1[2]

- États-Unis : 8,18 millions de téléspectateurs[21] (première diffusion)
- Canada : 1,235 million de téléspectateurs[22] (première diffusion)

- Connor Gibbs (Aiden Lucas Clancy)
- Charles Malik Whitfield (Officier Douglas Ramsey)
- José Zúñiga (Officier Luis Simon)
- Yaani King (Anne-Marie Ramsey)
- Chris Dougherty (Ben)
- Jerry Kernion (Mitch Larson)
- Evan Peters (Dylan Hale)
- Andrew J. West (Jake Olmstead)
- Wendy Benson (Bonnie Olmstead)

### Épisode 11:La Mort à l'antenne
- États-Unis /  Canada : 8 janvier 2010 sur CBS / CTV
- Suisse : 13 juin 2010 sur TSR1[23]
- Québec : 1er novembre 2010 sur Ztélé[24]
- France : 18 mai 2011 sur TF1[2]

- États-Unis : 9,00 millions de téléspectateurs[25] (première diffusion)
- Canada : 1,184 million de téléspectateurs[26] (première diffusion)

- Connor Gibbs (Aiden Lucas Clancy)
- Allen Evangelista (Noah)
- Abhi Sinha (Aaron)
- Emilee Wallace (TJ)
- Jillian Bach (Maggie)
- Kadeem Hardison (Dean)
- Brady Smith (Jack)
- Megan Ward (Daisy)
- Jordan Belfi (Bruce Adler)

### Épisode 12:Fuite en avant
- États-Unis /  Canada : 15 janvier 2010 sur CBS / CTV
- Suisse : 29 août 2010 sur TSR1[27].
- Québec : 8 novembre 2010 sur Ztélé[28]
- France : 19 mai 2011 sur TF1[2]

- États-Unis : 8,61 millions de téléspectateurs[29] (première diffusion)
- Canada : 1,156 million de téléspectateurs[30] (première diffusion)

- Connor Gibbs (Aiden Lucas Clancy)
- Candace Bailey (Katie Walker)
- Nick Eversman (Mike Walker)
- Steven Culp (Dave Walker)
- Kari Coleman (Diane Walker)
- Charlie Koznick (Trevor Marshall)
- Ion Overman (Détective Sam Blair)
- Christopher Khai (Pompiste)
- Brittany Finamore (Lydia)
- Keith Burke (Capitaine du SWAT)
- Michael Esparza (Officier Sanchez)

### Épisode 13:Insomnie
- États-Unis : 29 janvier 2010 sur CBS
- Suisse : 5 septembre 2010 sur TSR1[31]
- Québec : 15 novembre 2010 sur Ztélé[32]
- France : 20 mai 2011 sur TF1[2]

- États-Unis : 8,61 millions de téléspectateurs[33] (première diffusion)

- Connor Gibbs (Aiden Lucas Clancy)
- Josh Stewart (Robert Wharton)
- Robert Shampain (Infirmier)
- Stephanie Garrett (Infirmière)
- Bruno Campos (Vernon Dokes)
- Jamie Anderson (Marlene)
- Ion Overman (Détective Sam Blair)
- Garrett Plotkin (Skateur)
- Megan Henning (Lane Dokes)
- John Getz (Rudy)
- Marina Black (Helen)
- Victoria Rowell (Adrienne)

### Épisode 14:Le Deuil
- États-Unis /  Canada : 5 février 2010 sur CBS / CTV
- Suisse : 12 septembre 2010 sur TSR1[34]
- Québec : 22 novembre 2010 sur Ztélé[35]
- France : 23 mai 2011 sur TF1[2]

- États-Unis : 8,73 millions de téléspectateurs[36] (première diffusion)
- Canada : 1,226 million de téléspectateurs[37] (première diffusion)

- Connor Gibbs (Aiden Lucas Clancy)
- Margaret Cho (Avery Grant)
- David Julian Hirsh (Brian Clark)
- Mary Mouser (Madison Clark)
- Sita Young (Étudiante)
- Ryan Alvarez (Trey)

### Épisode 15:Implosion
- États-Unis /  Canada : 5 mars 2010 sur CBS / CTV
- Suisse : 19 septembre 2010 sur TSR1[38]
- Québec : 29 novembre 2010 sur Ztélé[39]
- France : 24 mai 2011 sur TF1[2]

- États-Unis : 7,35 millions de téléspectateurs[40] (première diffusion)
- Canada : 1,151 million de téléspectateurs[41] (première diffusion)

- Connor Gibbs (Aiden Lucas Clancy)
- Alexie Gilmore (Julie)
- Bruce Davison (Josh Bedford)
- Stephen Lee (George)
- Chris DiVecchio (Jim)
- Joey Luthman (Joey)
- Sarah Teresa (Infirmière fantôme)
- Dwain Murphy (Privé Mace)
- José Zúñiga (Officier Luis Simon)
- Frank Krueger (Dennis)
- Jeff Leaf (Soldat fantôme)
- Ion Overman (Détective Sam Blair)

### Épisode 16:Une prison de fantômes
- États-Unis /  Canada : 12 mars 2010 sur CBS / CTV
- Suisse : 26 septembre 2010 sur TSR1[42]
- Québec : 6 décembre 2010 sur Ztélé[43]
- France : 25 mai 2011 sur TF1[2]

- États-Unis : 7,22 millions de téléspectateurs[44] (première diffusion)
- Canada : 1,3 million de téléspectateurs[45] (première diffusion)

- Connor Gibbs (Aiden Lucas Clancy)
- Melinda Clarke (Donna)
- Joey King (Cassidy)
- Dendrie Taylor (Naomi)
- Deborah Van Valkenburgh (Madame Greta)
- Ronnie Steadman (Fantôme)
- Larell Vanburen (Petit garçon malade)
- Judy Durning (Esther)
- Sam Shamshak (Virgil)

### Épisode 17:Le Fantôme de glace
- États-Unis /  Canada : 2 avril 2010 sur CBS / CTV
- Suisse : 3 octobre 2010 sur TSR1[46]
- Québec : 13 décembre 2010 sur Ztélé[47]
- France : 26 mai 2011 sur TF1[2]

- États-Unis : 5,96 millions de téléspectateurs[48] (première diffusion)

- Connor Gibbs (Aiden Lucas Clancy)
- Margaret Cho (Avery Grant)
- Eddie Shin (Damon Weaver)
- Nathan Halliday (Shane Dunning)
- Cole Williams (Colin Dunning)
- Jeff Wolfe (Chauffeur)
- Dwier Brown (Jeff)
- Eve Gordon (Mariah)
- Rachel Leah Cohen (Éditeur)
- Doug Haley (Fan 1)
- Stefanie Black (Fan 2)

### Épisode 18:Enquête posthume
- États-Unis /  Canada : 9 avril 2010 sur CBS / CTV
- Suisse : 3 octobre 2010 sur TSR1[46]
- Québec : 3 janvier 2011 sur Ztélé[49]
- France : 27 mai 2011 sur TF1[2]

- États-Unis : 6,55 millions de téléspectateurs[50] (première diffusion)
- Canada : 1,411 million de téléspectateurs[51] (première diffusion)

- Connor Gibbs (Aiden Lucas Clancy)
- John Asher (Charlie Hammond)
- Erin Chambers (Sherry)
- Allison Andreas (Brittany)
- Jeff Hephner (Alex)
- Matt Lowe (Todd)
- Bruce Davison (Josh Bedford)

### Épisode 19:Mélange mortel
- États-Unis /  Canada : 30 avril 2010 sur CBS / CTV
- Suisse : 10 octobre 2010 sur TSR1[52]
- Québec : 10 janvier 2011 sur Ztélé[53]
- France : 30 mai 2011 sur TF1[2]

- États-Unis : 6,57 millions de téléspectateurs[54] (première diffusion)
- Canada : 1,151 million de téléspectateurs[55] (première diffusion)

- Connor Gibbs (Aiden Lucas Clancy)
- Erin Cahill (Kelly Ferguson)
- Catherine Dent (Laura Bradley)
- Kirsten Nelson (Sarah Davidson)
- Jay R. Ferguson (Gil Bradley)
- Claudia Choi (Nounou 1)
- Marcia French (Nounou 2)
- Samantha Bailey (Emily)
- Deidrie Henry (Docteur Mavis Boyd)

### Épisode 20:La Rançon
- États-Unis /  Canada : 7 mai 2010 sur CBS / CTV
- Suisse : 10 octobre 2010 sur TSR1[52]
- Québec : 17 janvier 2011 sur Ztélé[56]
- France : 31 mai 2011 sur TF1[2]

- États-Unis : 6,46 millions de téléspectateurs[57] (première diffusion)
- Canada : 1,175 million de téléspectateurs[58] (première diffusion)

- Connor Gibbs (Aiden Lucas Clancy)
- Wes Robinson (Greg Roth)
- Arjay Smith (Scott)
- Trevor Morgan (Danny Seitz)
- Justin Shilton (Détective Jeff Colson)
- Mary Gordon Murray (Marion Allston)
- Sean Marquette (Henry Alston)
- David Clennon (Carl)

### Épisode 21:Double Jeu
- États-Unis /  Canada : 14 mai 2010 sur CBS / CTV
- Suisse : 17 octobre 2010 sur TSR1[59]
- Québec : 24 janvier 2011 sur Ztélé[60]
- France : 3 juin 2011 sur TF1[2]

- États-Unis : 6,48 millions de téléspectateurs[61] (première diffusion)
- Canada : 1,191 million de téléspectateurs[62] (première diffusion)

- Connor Gibbs (Aiden Lucas Clancy)
- Stephanie Lemelin (Gale Thompson)
- Michael Graziadei (Kyle / Seth Farber)
- Randolph Mantooth (Allen)
- David Clennon (Carl)
- Timon Kyle Durrett (Shérif)
- Will Shadley (Seth, jeune)
- Matt Hoffman (Kyle/Seth doublure)

### Épisode 22:Le Défilé des enfants
- États-Unis /  Canada : 21 mai 2010 sur CBS / CTV
- Suisse : 17 octobre 2010 sur TSR1[59]
- Québec : 31 janvier 2011 sur Ztélé[63]
- France : 6 juin 2011 sur TF1

- États-Unis : 6,83 millions de téléspectateurs[64] (première diffusion)
- Canada : 1,254 million de téléspectateurs[65] (première diffusion)

- Connor Gibbs (Aiden Lucas Clancy)
- Nick Hodaly (Fred le concierge)
- Billy Unger (Pete Murphy)
- George Wendt (George le plombier)
- Asante Jones (Stuart)
- David Clennon (Carl)
- Jack Donner (Homme en robe d'hôpital)
- Peter Holden (Darren)
- Tammy Townsend (Jacqueline)
- Zayne Emory (Enfant avec masque de porc)
- Joey King (Cassidy)
- Rebecca McFarland (Joan)
- Freedom Bridgewater (Passant de Grandview)